# Liste der Langlaufloipen in Spanien
Die folgende Liste enthält die Langlaufloipen in Spanien.
Die meisten Loipen befinden sich in den Pyrenäen, es gibt aber auch wenige Loipen in anderen Gebirgsregionen Spaniens.
| Langlaufgebiet         | Ort/Region                   | Autonome Gemeinschaft        | Gebirge               | Kilometer | Höhenlage (m ü. M.) | Anzahl Loipen |
| ---------------------- | ---------------------------- | ---------------------------- | --------------------- | --------- | ------------------- | ------------- |
| Oza-Gabardito          | Valle de Hecho, Selva de Oza | Aragonien                    | Pyrenäen              | 20        | 1150–1400           | 3             |
| Puerto de Cotos        | Rascafría                    | Kastilien und León, Madrid   | Sierra de Guadarrama  | 5         | 1850–1900           | 1             |
| Larra-Belagua          | Roncal-Tal                   | Navarra                      | Pyrenäen              | 30,5      | 1600–1800           | 13            |
| Puerto de la Ragua     |                              | Andalusien                   | Sierra Nevada         | 16        | 2000–2200           | 3             |
| Candanchú              |                              | Aragonien                    | Pyrenäen              | 15        | 1628–1670           | 3             |
| Navafría               |                              | Kastilien und León           | Sierra de Guadarrama  | 33        | 1690–2060           | 6             |
| Pineta                 |                              | Aragonien                    | Pyrenäen              | 25        | 1250–1300           | 4             |
| Vegarada               |                              | Asturien, Kastilien und León | Kantabrisches Gebirge | 20        | 1290–1580           | 5             |
| Tuixent-La Vansa       | Alt Urgell                   | Katalonien                   | Pyrenäen              | 30        | 1830–2150           | 4             |
| Sant Joan de lˈErm     | Alt Urgell, Pallars Sobirà   | Katalonien                   | Pyrenäen              | 40        | 1690–2080           | 12            |
| Linza                  | Valle de Hecho, Ansó         | Aragonien                    | Pyrenäen              | 10        | 1340–1460           | 3             |
| Llanos del Hospital    | Valle de Benasque            | Aragonien                    | Pyrenäen              | 30        | 1750–1940           | 3             |
| Balneario de Panticosa | Valle de Tena                | Aragonien                    | Pyrenäen              | 5,5       | 1636–1650           | 3             |
| Fanlo (geschlossen)    | Valle de Ordesa              | Aragonien                    | Pyrenäen              | 22        | 1875–2100           | 1             |
| Aransa                 |                              | Katalonien                   | Pyrenäen              | 30,4      | 1890–2100           | 4             |
| Guils Fontanera        |                              | Katalonien                   | Pyrenäen              | 34,8      | 1905–2080           | 18            |
| Lles de Cerdanya       |                              | Katalonien                   | Pyrenäen              | 36        | 1950–2350           | 17            |
| Tavascán               |                              | Katalonien                   | Pyrenäen              | 14        | 1750–2200           | 6             |
| Virós - Vall Ferrera   |                              | Katalonien                   | Pyrenäen              | 18,2      | 1550–2200           | 9             |
| Lizara                 |                              | Aragonien                    | Pyrenäen              | 5         | 1540–1600           | 2             |
| Irati-Abodi            | Irati-Wald                   | Navarra                      | Pyrenäen              | 37,5      | 980–1490            | 4             |
| La Muela de San Juan   | Sierra de Albarracín         | Aragonien                    | Iberisches Gebirge    | 18        | 1720–1830           | 2             |